# Аульс (кладбище)
Ау́льс или Ау́льское кла́дбище — единственное действующее кладбище в городе Гродно Гродненской области Белоруссии. Расположено на восточной окраине города, недалеко от бывшего поселка Аульс (с 2008 года в черте города), от которого и произошло название. Оно занимает площадь около 50 гектаров. На кладбище похоронено около 30 000 человек.

## История
Кладбище появилось в начале 1990-х годов на месте старого питомника растений. Местные власти предполагали, что в городе будет построен крематорий, а на кладбище появится колумбарий, поэтому расширять территорию кладбища не стали. Однако крематория построено не было, вследствие чего кладбище быстро начинало разрастаться. В начале 2000-х была первая попытка расширить кладбище за счёт соседнего дуба, но местным жителям удалось его защитить.
30 ноября 2011 года на кладбище состоялось торжественное перезахоронение останков 119 красноармейцев, погибших в годы Великой Отечественной войны. Останки обнаружены при проведении оперативно-розыскных мероприятий в микрорайоне «Фолюш» (118 — останки погибших в шталаг № 324, останки одного военнослужащего обнаружены при раскопках возле дома № 127 по ул. Суворова).
В мае 2018 года начата вырубка 23 гектаров дубравы.

## Известные люди
- Валерий Задалья (псевдоним Антон Лабович; 1953—2007) — белорусский журналист, общественный и политический деятель.
- Владимир Кисель (1922—1999) — педагог, участник антисоветского подполья.
- Дмитрий Ивановский (1957—2013) — белорусский художник, общественный деятель.
- Иван Яковлевич Лепешев (1924—2014) — белорусский лингвист.

В братской могиле на городском кладбище «Аульс» захоронено около 5000 воинов (по состоянию на 2017 г.), из них известно 3000 (по найденным и прочитанным медальонам, а также известно по данным именного списка погибших в шталаге № 324 и восстановленных Центральным архивом МО РФ).